# Ecuador i olympiska sommarspelen 1972
Ecuador deltog i de olympiska sommarspelen 1972 i München. Landet ställde upp med en trupp bestående av två deltagare vilka deltog i fyra tävlingar i två sporter. Ingen av landets deltagare erövrade någon medalj.

## Boxning
Flugvikt
- Jorge Mejia
  - Första omgången — Förlorade med 0-5 mot  Douglas Rodríguez (CUB)

## Simning
| Tävlande           | Gren         | Heat    | Heat      | Final            | Final            |
| Tävlande           | Gren         | Tid     | Placering | Tid              | Placering        |
| ------------------ | ------------ | ------- | --------- | ---------------- | ---------------- |
| Jorge Delgado, Jr. | 400 m frisim | 4:12.29 | 3         | Gick inte vidare | Gick inte vidare |
| Jorge Delgado, Jr. | 200 m fjäril | 2:05.61 | 2 Q       | 2:04.60          | 4                |
| Jorge Delgado, Jr. | 400 m medley | 4:45.25 | 4         | Gick inte vidare | Gick inte vidare |